# José María Bautista
José María Bautista Morente (San Sebastián, Guipúzcoa, España, 17 de agosto de 1956) es un exfutbolista español que se desempeñaba como defensa.

## Clubes
| Club                  | País   | Año       |
| --------------------- | ------ | --------- |
| R. C. Celta de Vigo   | España | 1983-1984 |
| C. F. Lorca Deportiva | España | 1984-1985 |
| Real Burgos C. F.     | España | 1987-1989 |
| S. D. Eibar           | España | 1989-1992 |